# بيت جاكوبس
بيت جاكوبس (بالإنجليزية: Pete Jacobs)‏ هو عازف جاز أمريكي، (و. 1899  م).